# Control (film, 2004)
Pour les articles homonymes, voir Control.
Pour plus de détails, voir Fiche technique et Distribution.
Control ou Contrôle au Québec est un film américain réalisé par Tim Hunter, sorti en 2004.

## Synopsis
Condamné à la peine de mort à la suite d'horribles meurtres, Lee Ray Oliver se voit donner une seconde chance, pour devenir le cobaye d'un programme ultra secret. Le but de l'expérience est de gérer ses pulsions nerveuses et destructrices. Mais ce dernier, toujours aussi violent, tue les gardiens et s'échappe. Plus tard, après son arrestation, il devient sujet à des troubles physiques et émotionnels. Vérité ou mensonge ? C'est ce que le gouvernement aimerait découvrir. Mais la chasse à l'homme est loin d'être terminée...

## Fiche technique
- Titre : Control
- Réalisation : Tim Hunter
- Scénario : Todd Slavkin et Darren Swimmer
- Musique : Louis Febre
- Photographie : Denis Lenoir
- Montage : Sunny Hodge
- Décors : Katterina Keith
- Costumes : Stacy Horn
- Production : Randall Emmett, George Furla, Andreas Grosch, Avi Lerner et David Varod
- Société de production : Emmett/Furla Oasis Films, Arc Productions, Millennium Films et VIP 2 Medienfonds
- Société de distribution : Lionsgate (États-Unis)
- Pays d'origine : États-Unis
- Format : Couleurs - 1,85:1 - Dolby Digital - 35 mm
- Genre : Action, thriller et science-fiction
- Durée : 104 minutes
- Budget : 6,8 millions de dollars (5,16 millions d'euros)
- Dates de sortie : 7 décembre 2004 (sortie vidéo Finlande), 15 février 2005 (sortie vidéo États-Unis)

## Distribution
- Ray Liotta (VF : Jean-Philippe Puymartin ; VQ : Daniel Picard) : Lee Ray Oliver
- Willem Dafoe (VF : François Dunoyer ; VQ : Guy Nadon) : le docteur Michael Copeland
- Michelle Rodriguez (VF : Julie Dumas ; VQ : Camille Cyr-Desmarais) : Teresa
- Stephen Rea (VF : Denis Boileau ; VQ : Louis-Philippe Dandenault) : le docteur Arlo Penner
- Polly Walker (VF : Françoise Cadol ; VQ : Christine Séguin) : Barbara Copeland
- Kathleen Robertson (VF : Magali Barney ; VQ : Mélanie Laberge) : Eden Ross
- Tim DeKay (VF : Jean-François Vlérick ; VQ : Pierre Auger) : Bill Caputo
- Mark Pickard : Gary Caputo
- Stewart Alexander : Powell
- Glenn Wrage (VQ : Patrice Dubois) : Gibson
- Ivan Kaye (VQ : Marc-André Bélanger) : Norton
- Mark Letheren : Villard
- Anthony Warren : Brock
- Raicho Vasilev : Vlas
- Mac McDonald (VF : Richard Leblond) : Warden
- Leroy Golding (VF : Jean-Paul Pitolin) : Ralph

## Autour du film
- Le tournage s'est déroulé en Bulgarie du 24 août au 8 octobre 2003.
- Le rôle de Lee Ray Oliver, tenu par Ray Liotta, était initialement prévu pour l'acteur Matt Dillon.
- Lors de la séquence d'ouverture, on peut voir un tatouage avec écrit "Karsen", qui se trouve être le nom du fils de Ray Liotta dans la vie réelle.